# Gesetzeskommentar
Ein Gesetzeskommentar (in der juristischen Fachsprache kurz: Kommentar) ist im Rechtswesen die juristische Erläuterung der Paragraphen oder Artikel eines oder mehrerer Gesetze zur Verwendung in Praxis oder Studium.

## Allgemeines
Gesetzeskommentare befassen sich kritisch mit der Auslegung und Erklärung von Gesetzen oder sonstigen Vorschriften. Die Gesetzessprache ist meist abstrakt, um eine Vielzahl von Alltagssituationen erfassen zu können. Dadurch fällt es selbst dem juristisch geschulten Leser nicht immer leicht, den Sinn aller in Gesetzen verwendeten Formulierungen, ihre Stellung zueinander und den Gesamtzusammenhang zu verstehen. Kommentare sollen deshalb allen interessierten Kreisen helfen, die Gesetze richtig anzuwenden.

## Arten
Je nach Umfang und Detaillierung wird zwischen Kurzkommentar, Handkommentar, mehrbändigem Großkommentar und Studienkommentar unterschieden. Auch Kurzkommentare zu verhältnismäßig kompakten Gesetzen können den Umfang von 2.000 Seiten erreichen (z. B. Harald Hans Körner, BtMG). Es gibt Kommentare als gebundene Bücher sowie Loseblattwerke, bei denen je nach Werk ein oder mehrere Ergänzungslieferungen pro Jahr erscheinen. Seit einiger Zeit werden Gesetzeskommentare auch ausschließlich oder zusätzlich zur Printversion als Onlinefassung elektronisch veröffentlicht.

### Deutschland
Einer der wichtigsten Kommentare zum deutschen Zivilrecht ist der Grüneberg (benannt nach dem Richter am Bundesgerichtshof Christian Grüneberg, früher Palandt nach seinem ersten Herausgeber Otto Palandt), in dem das BGB und weitere Nebengesetze seit der 1. Auflage im Jahre 1939 erläutert werden. Bei diesem Kommentar handelt es sich um einen Kurzkommentar, der jährlich neu erscheint. Die 79. Auflage 2020 hat bereits einen Umfang von rund 3.400 Seiten im Dünndruck erreicht und liegt an der Grenze der Handhabbarkeit. Der vom damaligen Präsidenten des Reichsjustizprüfungsamtes Otto Palandt herausgegebene Kommentar wurde zu einem durchschlagenden Erfolg für den Verlag, wahrscheinlich ist er der erfolgreichste Gesetzeskommentar. Weiterhin sind im deutschen Strafrecht als Kurzkommentare der Schönke/Schröder und der als Fischer vormals Tröndle bezeichnete Kommentar sehr bekannt. Beispiele für Großkommentare, die nur im Abstand von mehreren Jahren neu erscheinen und mehrere Bände umfassen, sind u. a. der Soergel, der Münchener Kommentar zum Strafgesetzbuch (kurz „MünchKomm“ oder „MüKo“) oder der Staudinger, benannt nach seinem ersten Herausgeber Julius von Staudinger.

### Schweiz
In der Schweiz werden die vielbändigen Großkommentare nach den Städten ihrer Verlage genannt: der Basler, Berner und Zürcher Kommentar. Es gibt auch neue Arten von Kommentaren, so z. B. den Onlinekommentar.ch, der open access einzig im Internet publiziert wird. 2023 wurde dieser digitale Kommentar erstmals vom höchsten Schweizer Gericht in einem Urteil zitiert.

## Form
Gesetzeskommentare sind meist in der Reihenfolge der Paragrafen eines Gesetzes aufgebaut. Diese Reihenfolge wird zumeist bereits vom Gesetzgeber nicht willkürlich gewählt, sondern nach methodischen Gesichtspunkten. Der Kommentar zielt darauf ab, den Anwendungsbereich eines Gesetzes festzulegen und Fälle des Alltagslebens unter die Bestimmungen zu subsumieren. In einem Kommentar werden Rechtsnormen abstrakt und anhand von Beispielen erklärt und ihr Zusammenhang mit anderen Rechtsnormen erläutert. Dazu wird die bedeutende Rechtsprechung zu dieser Norm nebst Fundstellen aufgeführt. So ist es durchaus nicht selten, dass ein einziger Satz in einem Gesetz seitenlange Kommentierungen zur Folge hat.

## Praktische Relevanz
Gesetzeskommentare sind in der juristischen Praxis überaus wichtig. Da es sich bei ihnen nicht um amtliche Veröffentlichungen handelt, ist ihre Befolgung im Rechtsverkehr nicht zwingend. Zur richterlichen Unabhängigkeit gehört es, Rechtsfragen nach der eigenen Überzeugung zu entscheiden. Deshalb kann ihm nicht vorgeschrieben werden, sich einer bestimmten, in Rechtsprechung und Schrifttum vertretenen Auffassung anzuschließen. Teilweise ist dies sogar unmöglich, wenn beispielsweise im Kommentar mehrere sich widersprechende Meinungen nebeneinander dargestellt werden oder sich Kommentare mit gegenteiligen Aussagen gegenüberstehen. Dennoch setzen sich Gerichte – wo keine Rechtsprechung zu einem Thema vorliegt und die Gesetze zu wenig bestimmt sind – in ihren Urteilen sehr häufig mit dem Inhalt von Gesetzeskommentaren auseinander. Durch diese Kommentare wird für den Rechtsanwender klarer, ob bzw. wie eine bestimmte Gesetzesvorschrift auf einen bestimmten Anlassfall anzuwenden ist. Für die Herangehensweise im Sinne einer genetischen Auslegung spielen Gesetzeskommentare, die auf die Gesetzgeber selbst zurückzuführen sind, eine sehr wichtige Rolle. Die Vielzahl von Kommentaren und Rechtsprechung zu einem bestimmten Thema kann zur Herausbildung einer herrschenden Meinung führen, wenn sich mehrere gangbare Lösungsansätze zeigen. Gesetzeskommentare werden üblicherweise nach Bezugsnorm und Randnummer zitiert (z. B. „Palandt, BGB, 73. Auflage, § 433, Rn. 10“).
Von den nichtamtlichen Gesetzeskommentaren sind sodann auch tatsächlich amtliche Gesetzeskommentare, die sich im parlamentarischen Prozedere oftmals als Appendix zu Gesetzesentwürfen finden lassen, zu unterscheiden, die besonders in der genetischen Auslegung eine wichtige Rolle spielen.